# Le Christ sur la croix (Delacroix)
Pour les articles homonymes, voir Le Christ en croix.
Le Christ sur la croix également connu sous le nom de Le Christ entre les deux larrons ou Le Calvaire est un tableau peint par Eugène Delacroix conservé au musée de la Cohue de Vannes.

## Historique du tableau
Delacroix a présenté le Christ sur la croix au Salon de 1835. À l'issue du Salon, l'État a acheté le tableau pour 2 000 francs et l'attribue au Morbihan. Le tableau est alors exposé à l'église Saint-Patern de Vannes, où le curé fait couvrir la poitrine de sainte Madeleine à la peinture par son sacristain avant de remiser le tableau dans le clocher. Le tableau est restauré en 1864 et entre dans l'inventaire du musée de la Cohue en 1865.